# ساوتساید (آلاباما)
ساوتساید (به انگلیسی: Southside) یک شهر در ایالات متحده آمریکا است که در آلاباما واقع شده‌است. ساوتساید ۴۹٫۶۰ کیلومتر مربع مساحت و ۸٬۴۱۲ نفر جمعیت دارد و ۱۸۹ متر بالاتر از سطح دریا قرار دارد.